# Châtenois (Haute-Saône)
Cet article possède un paronyme, voir Châteney.
Pour les articles homonymes, voir Châtenois.
Châtenois est une commune française située dans le département de la Haute-Saône, la région culturelle et historique de Franche-Comté et la région administrative Bourgogne-Franche-Comté.

## Géographie
La commune de Châtenois est située à mi-distance des trois villes de Vesoul, Lure, et Luxeuil-les-Bains, au cœur de la campagne haut-saônoise.

### Géologie
Le territoire communal repose sur le gisement de schiste bitumineux de Haute-Saône daté du Toarcien.

### Climat
Pour des articles plus généraux, voir Climat de la Bourgogne-Franche-Comté et Climat de la Haute-Saône.
En 2010, le climat de la commune est de type climat de montagne, selon une étude du Centre national de la recherche scientifique s'appuyant sur une série de données couvrant la période 1971-2000. En 2020, Météo-France publie une typologie des climats de la France métropolitaine dans laquelle la commune est exposée à un climat semi-continental et est dans la région climatique  Lorraine, plateau de Langres, Morvan, caractérisée par un hiver rude (1,5 °C), des vents modérés et des brouillards fréquents en automne et hiver. 
Pour la période 1971-2000, la température annuelle moyenne est de 9,9 °C, avec une amplitude thermique annuelle de 17,3 °C. Le cumul annuel moyen de précipitations est de 1 181 mm, avec 13,8 jours de précipitations en janvier et 10,2 jours en juillet. Pour la période 1991-2020, la température moyenne annuelle observée sur la station météorologique de Météo-France la plus proche, « Saulx-de-Vesoul », sur la commune de Saulx à 3 km à vol d'oiseau, est de 10,9 °C et le cumul annuel moyen de précipitations est de 1 066,3 mm. 
La température maximale relevée sur cette station est de 39,5 °C, atteinte le 25 juillet 2019 ; la température minimale est de −21 °C, atteinte le 13 janvier 1987,,. 
Les paramètres climatiques de la commune ont été estimés pour le milieu du siècle (2041-2070) selon différents scénarios d'émission de gaz à effet de serre à partir des nouvelles projections climatiques de référence DRIAS-2020. Ils sont consultables sur un site dédié publié par Météo-France en novembre 2022.

## Urbanisme

### Typologie
Au 1er janvier 2024, Châtenois est catégorisée commune rurale à habitat dispersé, selon la nouvelle grille communale de densité à sept niveaux définie par l'Insee en 2022.
Elle est située hors unité urbaine. Par ailleurs la commune fait partie de l'aire d'attraction de Vesoul, dont elle est une commune de la couronne,. Cette aire, qui regroupe 158 communes, est catégorisée dans les aires de 50 000 à moins de 200 000 habitants,.

### Occupation des sols
L'occupation des sols de la commune, telle qu'elle ressort de la base de données européenne d’occupation biophysique des sols Corine Land Cover (CLC), est marquée par l'importance des forêts et milieux semi-naturels (51,4 % en 2018), une proportion identique à celle de 1990 (51,4 %). La répartition détaillée en 2018 est la suivante : 
forêts (51,4 %), prairies (35,1 %), zones agricoles hétérogènes (13,5 %). L'évolution de l’occupation des sols de la commune et de ses infrastructures peut être observée sur les différentes représentations cartographiques du territoire : la carte de Cassini (XVIIIe siècle), la carte d'état-major (1820-1866) et les cartes ou photos aériennes de l'IGN pour la période actuelle (1950 à aujourd'hui).

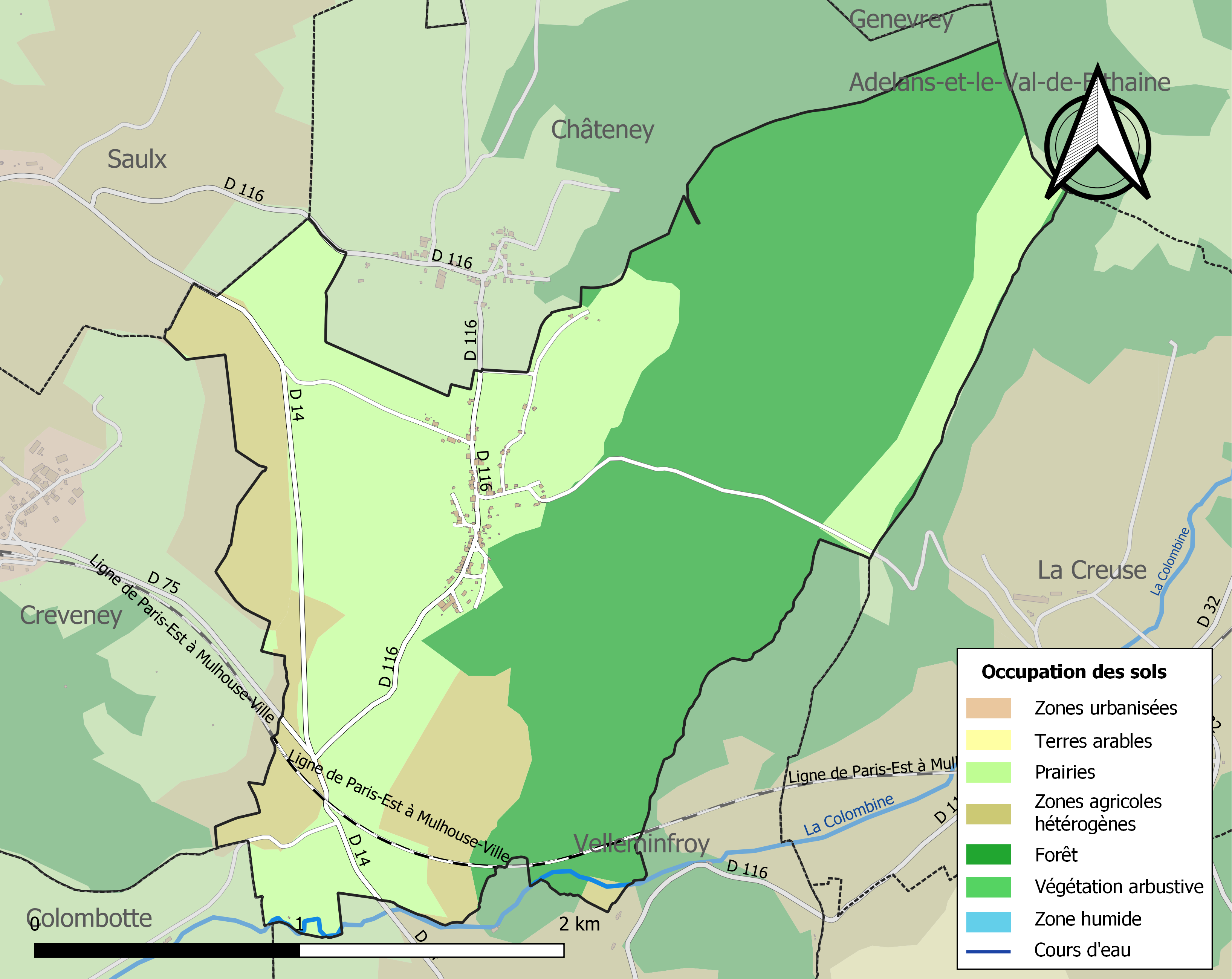
Carte des infrastructures et de l'occupation des sols de la commune en 2018 (CLC).

## Histoire
Le site de Châtenois fut occupé très tôt : on y a retrouvé des vestiges d'habitat gallo-romain.
Au Moyen Âge, la commune de Châtenois était une baronnie. Celle-ci possédait un château qui fut détruit à la fin du XVIe siècle.
Le nom de Châtenois est issu du grand nombre de châtaigniers qui poussent (encore aujourd'hui) sur la commune.
Quelques vestiges du château sont encore visibles, et notamment le grand portail qui est intact.
Châtenois possède deux grandes fontaines toujours en eau. L'une fut construite en 1890 en grès rose. Elle est surmontée d'une petite croix et faisait également office de lavoir (le bac de lavage étant séparé du bac de rinçage) et d'abreuvoir. L'autre fontaine, un peu plus modeste, date de la même époque.
L'église de Châtenois fut construite elle aussi au XIXe siècle dans un style néo-gothique. À proximité se trouve un parc où se trouve une petite chapelle. La façade de celle-ci est ornée des armoiries de la famille de Saint-Mauris.

## Politique et administration

### Rattachements administratifs et électoraux
La commune fait partie de l'arrondissement de Lure du département de la Haute-Saône,  en région Bourgogne-Franche-Comté. Pour l'élection des députés, elle dépend de la deuxième circonscription de la Haute-Saône.
Elle faisait partie depuis 1801 du canton de Saulx. Dans le cadre du redécoupage cantonal de 2014 en France, la commune est rattachée au canton de Lure-1.

### Intercommunalité
La commune faisait partie de la communauté de communes du Pays de Saulx, créée le 21 décembre 2001 et qui regroupait 17 communes et environ 3 700 habitants.
Dans le cadre des dispositions de la loi du 16 décembre 2010 de réforme des collectivités territoriales, qui prévoit toutefois d'achever et de rationaliser le dispositif intercommunal en France, et notamment d'intégrer la quasi-totalité des communes françaises dans des EPCI à fiscalité propre dont la population soit normalement supérieure à 5 000 habitants, le schéma départemental de coopération intercommunale de 2011 a prévu la fusion des communautés de communes : 
- du Pays de Saulx,  
- des grands bois 
- des Franches Communes (sauf  Amblans et Genevreuille), 
et en y rajoutant la commune isolée de Velorcey, afin de former une nouvelle structure regroupant 42 communes et environ 11 200 habitants.
Cette fusion est effective depuis le 1er janvier 2014 et a permis la création, à la place des intercommunalités supprimées, de  la Communauté de communes du Triangle Vert, dont la commune est désormais membre.

### Liste des maires

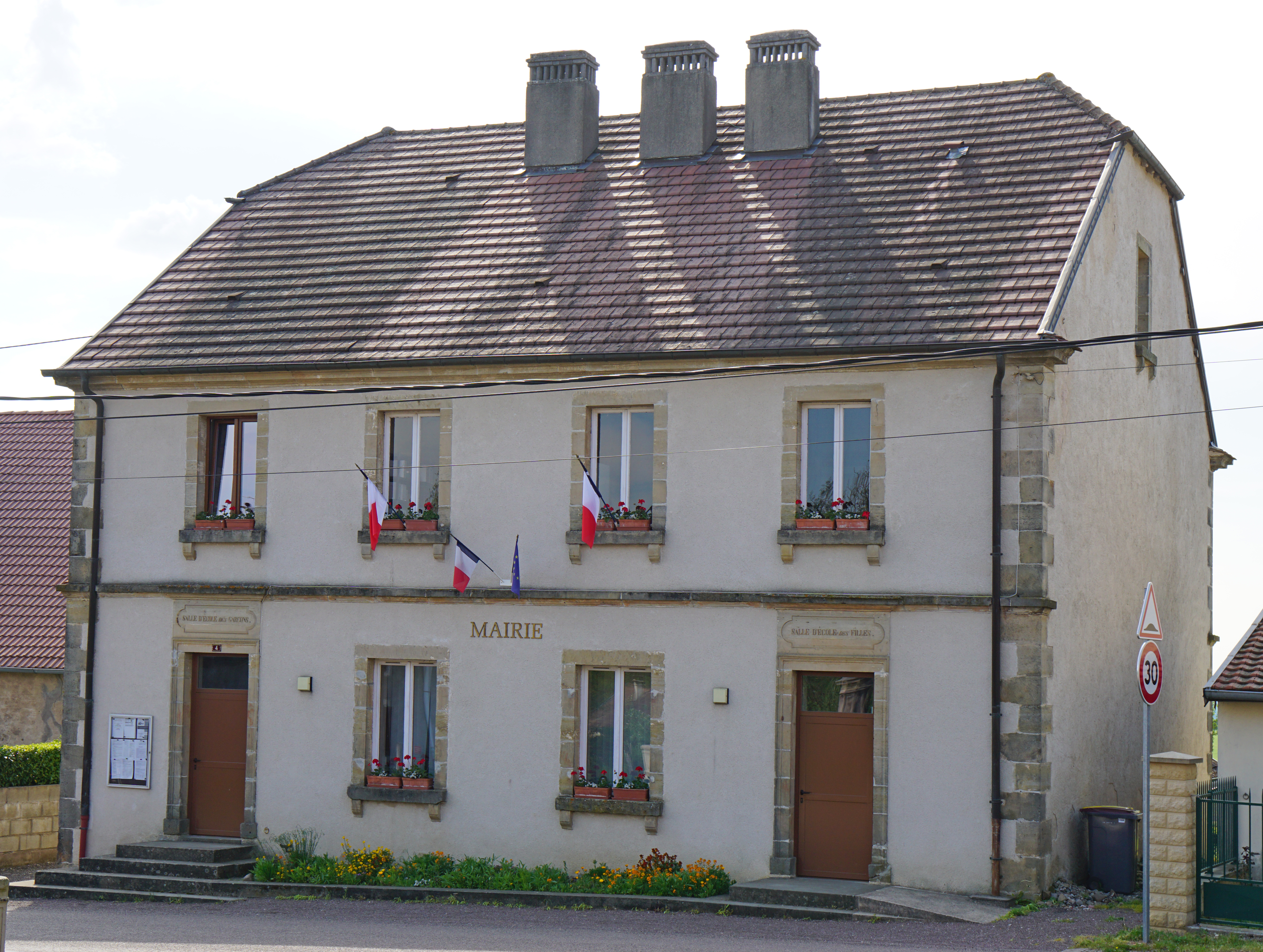
La mairie.

| Période                                  | Période                      | Identité            | Étiquette | Qualité                                 |
| ---------------------------------------- | ---------------------------- | ------------------- | --------- | --------------------------------------- |
| Les données manquantes sont à compléter. |                              |                     |           |                                         |
| avant 1981                               | ?                            | Georges Petitgirard | DVG       |                                         |
| mars 2001                                | mars 2008                    | Jean Gasser         |           |                                         |
| mars 2008                                | En cours (au 7 juillet 2020) | Victor Coulin       | PS        | Retraité Réélu pour le mandat 2020-2026 |

## Démographie
En 2022, la commune de Châtenois comptait 117 habitants. À partir du XXIe siècle, les recensements réels des communes de moins de 10 000 habitants ont lieu tous les cinq ans. Les autres « recensements » sont des estimations.
| 1793 | 1800 | 1806 | 1821 | 1831 | 1836 | 1841 | 1846 | 1851 |
| ---- | ---- | ---- | ---- | ---- | ---- | ---- | ---- | ---- |
| 281  | 359  | 394  | 447  | 429  | 417  | 438  | 436  | 403  |

| 1856 | 1861 | 1866 | 1872 | 1876 | 1881 | 1886 | 1891 | 1896 |
| ---- | ---- | ---- | ---- | ---- | ---- | ---- | ---- | ---- |
| 337  | 344  | 347  | 337  | 303  | 273  | 271  | 267  | 260  |

| 1901 | 1906 | 1911 | 1921 | 1926 | 1931 | 1936 | 1946 | 1954 |
| ---- | ---- | ---- | ---- | ---- | ---- | ---- | ---- | ---- |
| 233  | 228  | 243  | 205  | 173  | 159  | 170  | 126  | 126  |

| 1962 | 1968 | 1975 | 1982 | 1990 | 1999 | 2006 | 2011 | 2016 |
| ---- | ---- | ---- | ---- | ---- | ---- | ---- | ---- | ---- |
| 91   | 104  | 97   | 112  | 108  | 126  | 130  | 120  | 127  |

| 2021 | 2022 | - | - | - | - | - | - | - |
| ---- | ---- | - | - | - | - | - | - | - |
| 117  | 117  | - | - | - | - | - | - | - |

## Économie
L’économie de Châtenois est liée aux villes de Vesoul et Luxeuil-les-Bains. L'activité communale est essentiellement orientée vers l'agriculture  en particulier l'élevage bovin pour la production de lait de vache et de viande.

## Lieux et monuments

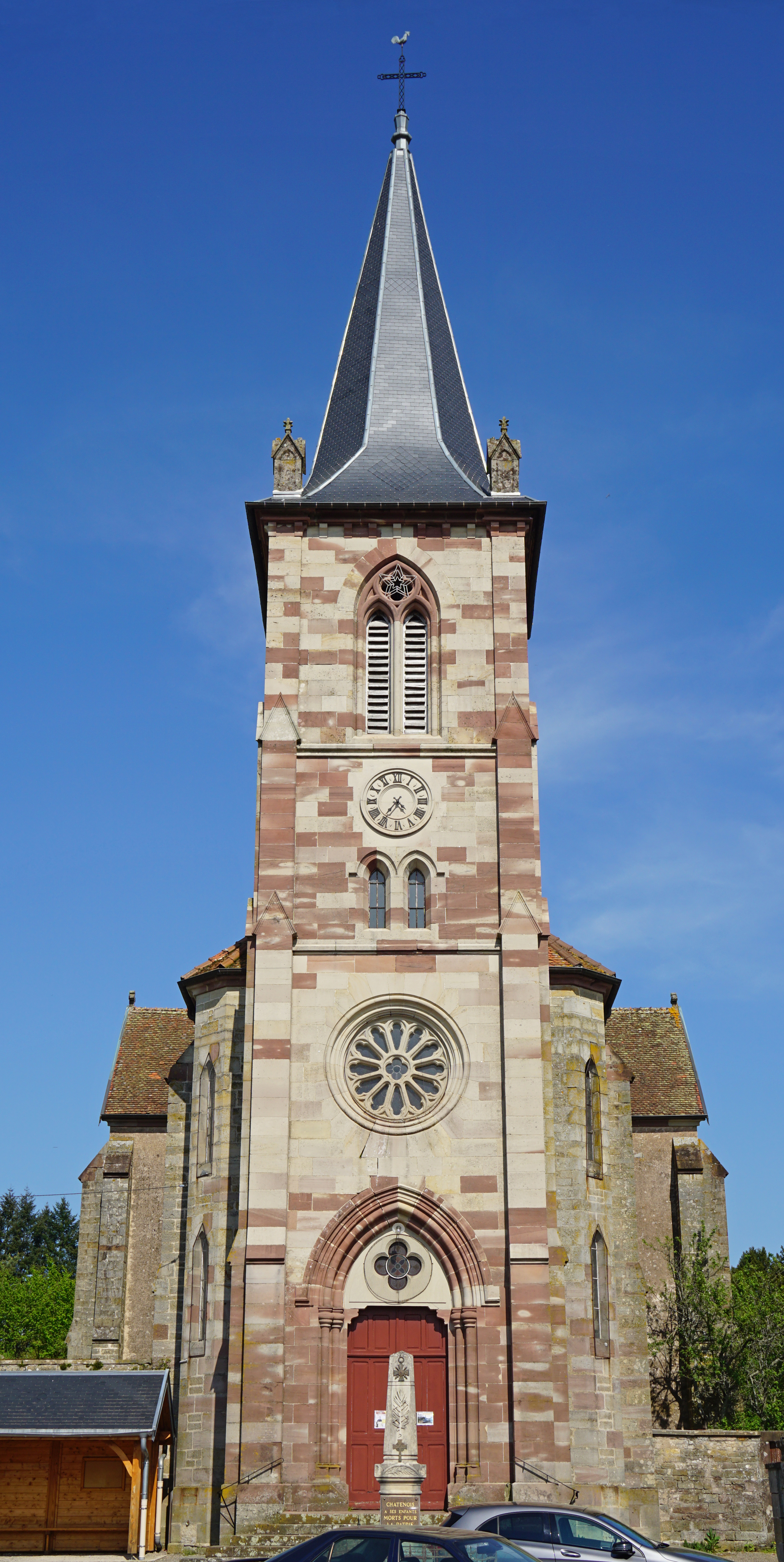
L'église.

L'église, les fontaines, le monument aux morts et les calvaires.

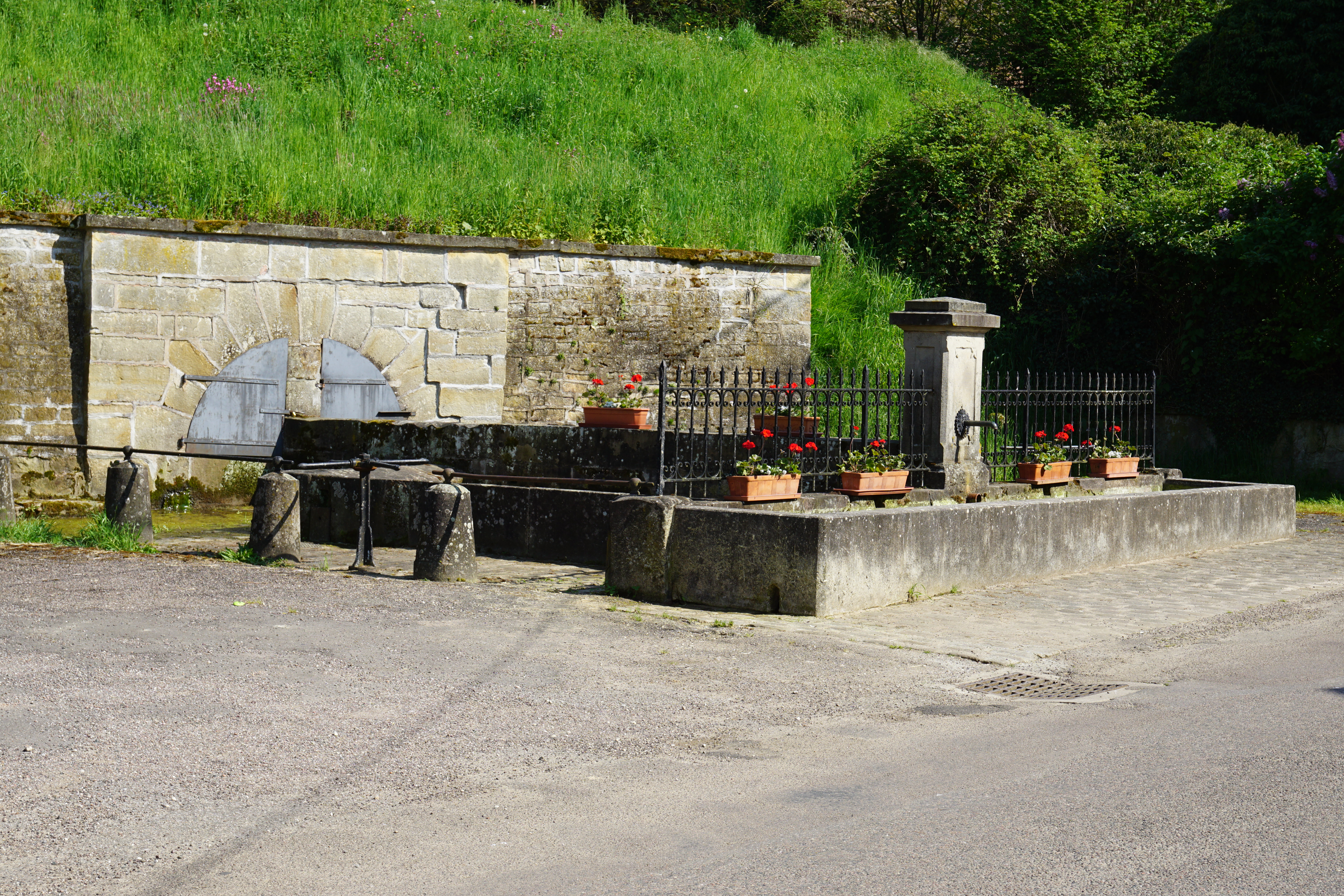
Une fontaine.
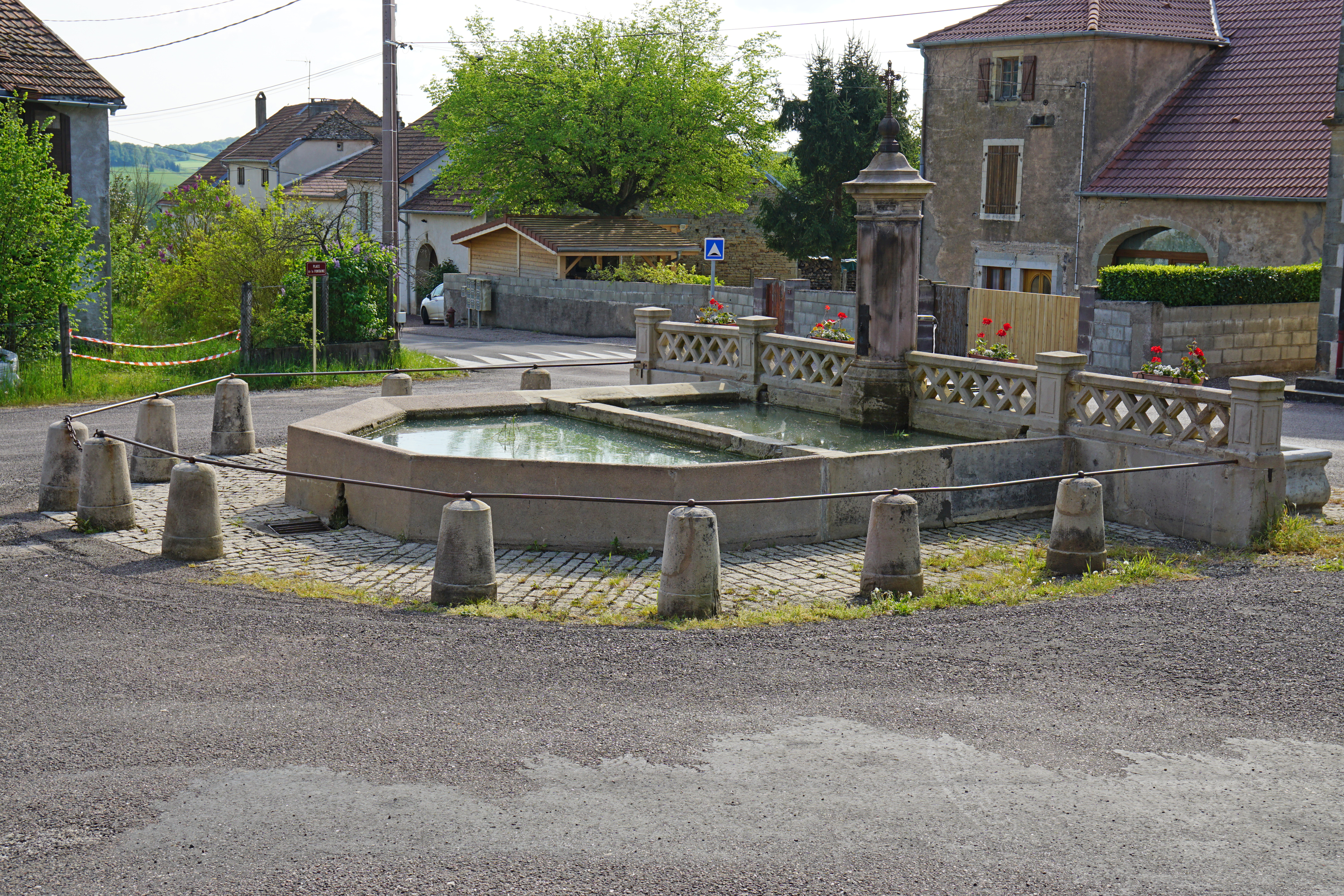
La fontaine du centre.
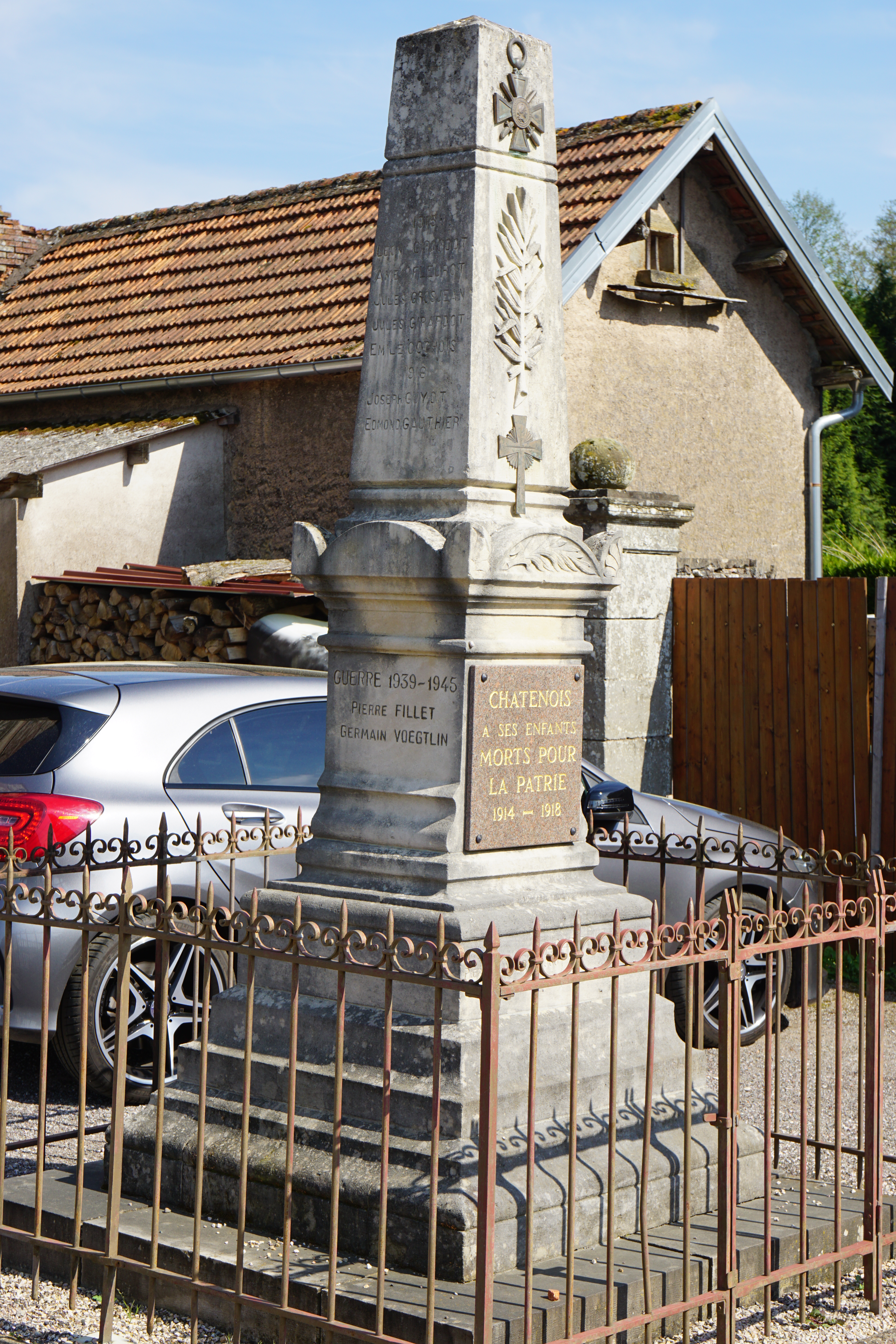
Monument aux morts.
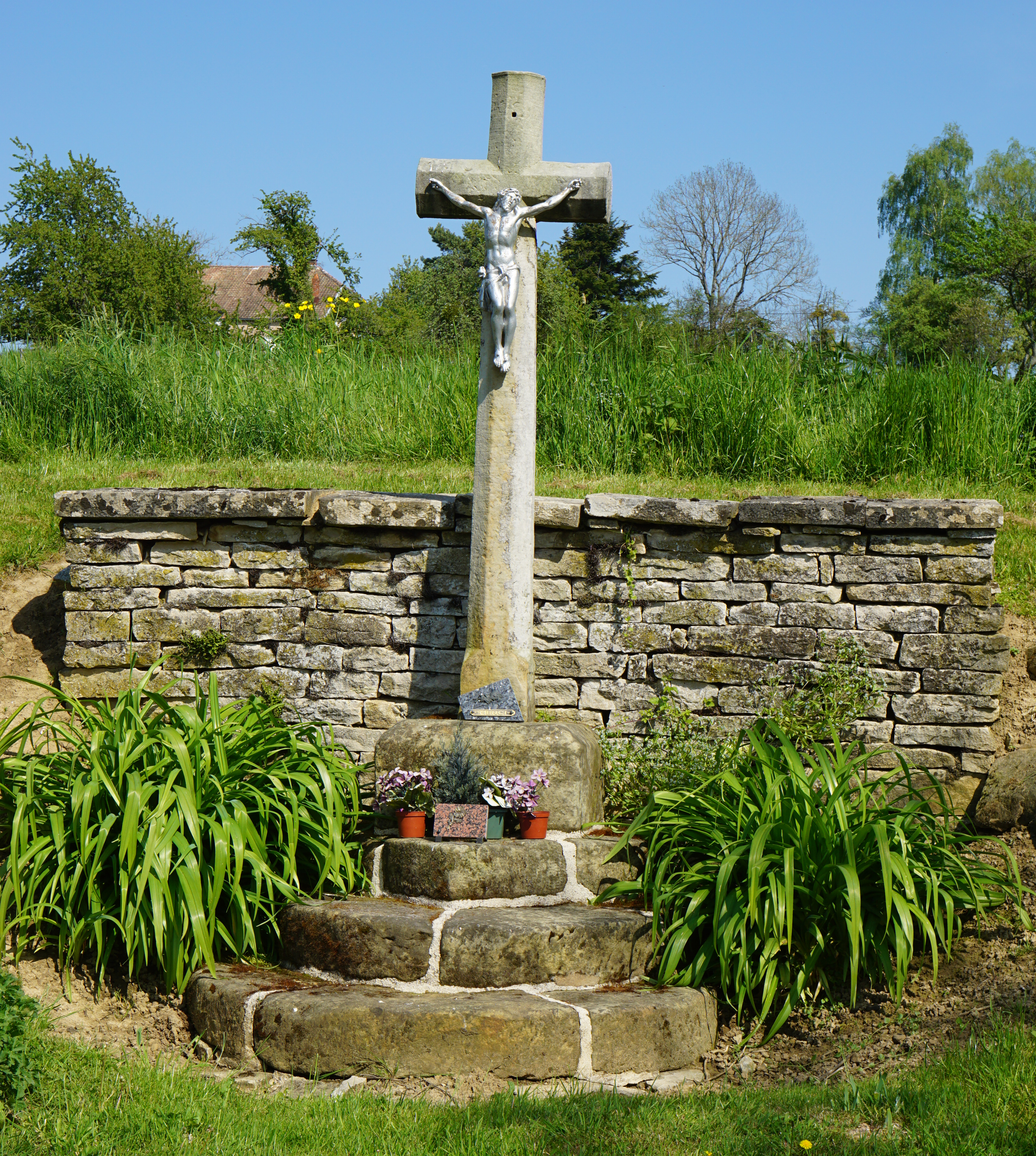
Calvaire.